# Bruce Davison

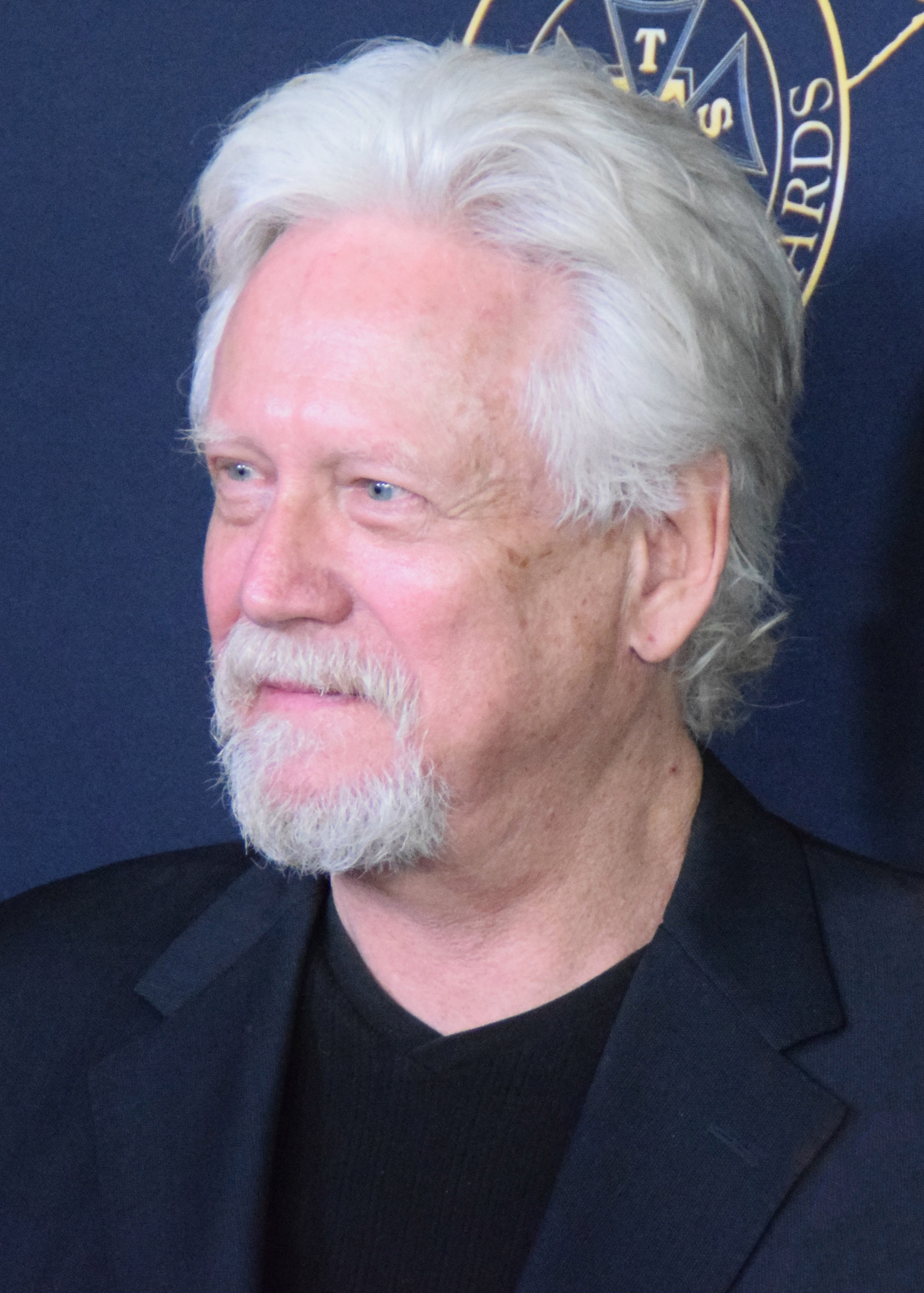
Bruce Davison, Februar 2015

Bruce Davison (* 28. Juni 1946 in Philadelphia, Pennsylvania) ist ein US-amerikanischer Schauspieler.

## Leben
Davison gab sein Schauspieldebüt 1969 im Film Petting. 1991 wurde er für seine Darstellung des David in Norman Renés AIDS-Drama Freundschaft fürs Leben für einen Oscar als Bester Nebendarsteller nominiert. Davison spielte des Weiteren in Filmen wie Das Urteil – Jeder ist käuflich, Verrückt/Schön, Short Cuts, Summer Catch, X-Men und Der Musterschüler. Neben seiner Arbeit als Filmschauspieler wirkte er auch in verschiedenen Fernsehserien mit, unter anderem in Stephen Kings Kingdom Hospital, Die Waltons, Seinfeld, Chicago Hope – Endstation Hoffnung, JAG – Im Auftrag der Ehre, Practice – Die Anwälte und Numbers – Die Logik des Verbrechens.
Davison ist auch als Regisseur tätig. In den Jahren 1991 bis 1993 inszenierte er drei Folgen der Fernsehserie Bigfoot und die Hendersons. 2001 folgte mit Off Season sein erster Film, 2012 führte er bei der Fernsehproduktion Bigfoot – Die Legende lebt! Regie.

## Filmografie (Auswahl)
- 1969: Petting (Last Summer)

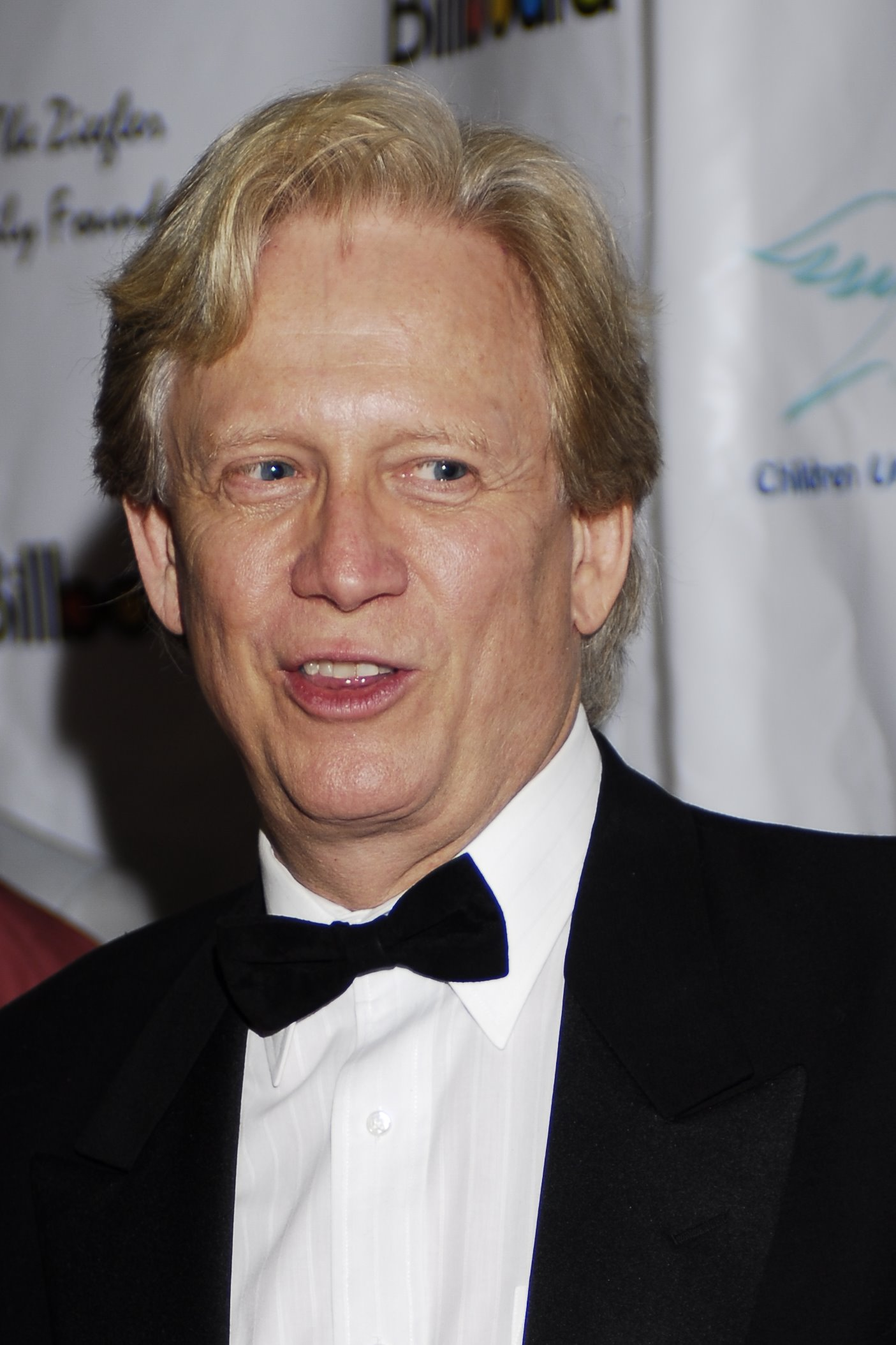
Bruce Davison, 79. Annual-Academy-Awards-Children-Uniting-Nations/Billboard-Afterparty (2007)

- 1969: Blutige Erdbeeren (Strawberry Statement)
- 1971: Willard
- 1972: Keine Gnade für Ulzana (Ulzana’s Raid)
- 1976: C.R.A.S.H. (Mother, Jugs & Speed)
- 1977: Letzte Weihnacht (The Gathering, Fernsehfilm)
- 1978: Mein deutscher Soldat (Summer of My German Soldier)
- 1978: Verstecktes Ziel
- 1980: The Lathe of Heaven (Fernsehfilm)
- 1981: Die Welle (The Wave)
- 1981: Satisfaction (High Risk)
- 1985: Spione wie wir (Spies Like Us)
- 1987: Die Galgenvögel (The Misfit Brigade)
- 1989: Freundschaft fürs Leben (Longtime Companion)
- 1990: Final Exterminator (Alternativtitel: Steel and Lace, Lady Exterminator)
- 1993: Short Cuts
- 1993: Das Leben – Ein Sechserpack (Six Degrees of Separation)
- 1995: Outer Limits – Die unbekannte Dimension (The Outer Limits, Fernsehserie, Folge 1x06)
- 1996: Hexenjagd (The Crucible)
- 1996: Zwischen den Welten (Hidden in America)
- 1996: Star Trek: Raumschiff Voyager (Star Trek: Voyager, Fernsehserie, Folge 3x06)
- 1998: Der Musterschüler (Apt Pupil)
- 1998: Paulie – Ein Plappermaul macht seinen Weg (Paulie)
- 1999: Auf den ersten Blick (At First Sight)
- 1999: Vendetta – Das Gesetz der Gewalt (Vendetta)
- 2000: X-Men
- 2000: The King Is Alive
- 2001: Verrückt/Schön
- 2002: Star Trek: Enterprise (Fernsehserie, Folge 2x07)
- 2002: Dahmer
- 2002: High Crimes – Im Netz der Lügen (High Crimes)
- 2003: Auschwitz – Out of the Ashes (Out of the Ashes)
- 2003: X-Men 2 (X2)
- 2003: Das Urteil – Jeder ist käuflich (Runaway Jury)
- 2004: Kingdom Hospital (Fernsehserie, 13 Folgen)
- 2005: Bermuda Dreieck – Tor zu einer anderen Zeit (The Triangle)
- 2005: 8mm 2 – Hölle aus Samt (8MM 2)
- 2005–2007: Close to Home (Close to Home)
- 2006: The Real Catch
- 2006–2010: Lost (Fernsehserie, zwei Folgen)
- 2006: Dead Girl (The Dead Girl)
- 2007: Enttarnt – Verrat auf höchster Ebene (Breach)
- 2007: Battlestar Galactica (Fernsehserie, eine Folge)
- 2008: Knight Rider (Fernsehfilm)
- 2008: The Quest – Der Fluch des Judaskelch (The Librarian: Curse of the Judas Chalice)
- 2009: Criminal Minds (Fernsehserie, Folge 4x17)
- 2009: Eine tierische Bescherung (A Golden Christmas)
- 2009: Final Day – Das Ende der Welt (Megafault, Fernsehfilm)
- 2009: Das Weihnachtswunder (Christmas Angel)
- 2009–2010: Ghost Whisperer – Stimmen aus dem Jenseits (Ghost Whisperer, Fernsehserie, 5 Folgen)
- 2010: Titanic 2 – Die Rückkehr (Titanic II)
- 2010: Ice Twister 2 – Arctic Blast (Arctic Blast)
- 2011: Castle (Fernsehserie, Folge 3x19 Tod eines Geschworenen)
- 2011: CSI: Vegas (CSI: Crime Scene Investigation, Fernsehserie)
- 2011: Armageddon 2012 – Die letzten Stunden der Menschheit (Earth’s Final Hours)
- 2011–2012: Drop Dead Diva (Fernsehserie, 3 Folgen)
- 2012: Bigfoot – Die Legende lebt! (Bigfoot) (auch Regie)
- 2012–2013: Last Resort (Fernsehserie, 6 Folgen)
- 2013: Saving Lincoln
- 2013: Words & Pictures – In der Liebe und in der Kunst ist alles erlaubt (Words and Pictures)
- 2013: Beyond the Heavens
- 2014: Those Who Kill (Fernsehserie, 10 Folgen)
- 2014: A Schizophrenic Love Story
- 2014: Persecuted
- 2014: 108 Stitches
- 2014: Sequestered (Fernsehserie, 12 Folgen)
- 2016: The Curse of Sleeping Beauty – Dornröschens Fluch (The Curse of Sleeping Beauty)
- 2017: Last Rampage – Der Ausbruch des Gary Tison (Last Rampage)
- 2018: Insidious: The Last Key
- 2018: Corbin Nash
- 2019: Itsy Bitsy
- 2019: Christmas at the Plaza – Verliebt in New York (Christmas at the Plaza, Fernsehfilm)
- 2021: The Manor
- 2021: The Great Alaskan Race – Helden auf vier Pfoten
- 2022: Ozark (Fernsehserie, 6 Folgen)
- 2022: The Lincoln Lawyer (Fernsehserie, 1 Folge)
- 2023: Suitable Flesh

## Auszeichnungen
Oscars
- 1991 – nominiert als Bester Nebendarsteller für Freundschaft fürs Leben

Golden Globe Awards
- 1991 – Bester Nebendarsteller für Freundschaft fürs Leben

Weitere
Independent Spirit Awards
- 1990 – Bester Nebendarsteller für Freundschaft fürs Leben

National Society of Film Critics Awards
- 1991 – Bester Nebendarsteller für Freundschaft fürs Leben

New York Film Critics Circle Awards
- 1990 – Bester Nebendarsteller für Freundschaft fürs Leben